# Гроссберг, Карл
Карл Гроссберг (нем. Carl Grossberg; 6 сентября 1894, Эльберфельд, Вупперталь, Германская империя — 19 октября 1940, Лаон, Франция) — немецкий художник и график, автор многочисленных полотен и акварелей на технические и промышленные темы. Участник культурного течения «Новая вещественность».

## Жизнь и творчество
Карл Гроссберг, собственно Георг Карл Вильгельм Грандмонтань (нем. Georg Carl Wilhelm Grandmontagne), после окончания школы поступает в 1909 году в гимназию в своём родном городе Эльберфельде (ныне часть Вупперталя) в Вестфалии. С 1913 года он изучает в Ахене архитектуру, но уже через год переводится в Дармштадт. В том же году его отец меняет свою и сына «французскую» фамилию на «немецкую», Гроссберг. Во время Первой мировой войны Карл Гроссберг в 1915 году уходит на фронт офицером, был ранен после окончания военных действий, в 1918 году возвращается на родину. В самом начале 1919 года он возвращается к университетскому обучению, сперва в классе Вальтера Клемма в веймарской Высшей школе изобразительного искусства, а затем с середины 1919 и до 1921 год как ученик Лионеля Фейнингера в Баухаусе, где изучает живопись и дизайн. В 1921 он живёт и продолжает учёбу в Вюрцбурге, и там знакомится и затем женится на Тильде Шварц (в 1923). В этом браке родились две дочери, одна из которых, Ева Гроссберг, стала в будущем известной художницей и дизайнером. В 1926 году в Штутгарте проходит первая персональная выставка работ Карла Гроссберга, сделавшая его имя известным в художественной среде; за ней последовала выставка в галерее Нирендорф в Берлине.
После 1927 года художник попеременно живёт и работает в Дюссельдорфе, Кёльне и Берлине.
В 1929 году он участвует в выставке движения «Новая вещественность» в Государственном художественном музее в Амстердаме (нем. Stedelijk Museum). В 1931 году ему присуждается престижная Римская премия. После 1933 года Гроссберг много работает над своим проектом «Индустриального плана», серии полотен, отражающих работу крупнейших промышленных производств Германии. В 1934 году, уже после прихода в Германии к власти национал-социалистов, он берёт заказ на создание монументального гигантского полотна (45х12 метров) для выставки «Немецкий народ — немецкий труд». В том же году проходит большая выставка работ Гроссберга в Ганновере, за ней следует в 1935 ретроспектива в музее Фолькванг в Эссене.
Художественное творчество Карла Гроссберга в начале 1920-х годов представляет собой городские пейзажи и виды улиц, выполненные под влиянием работ Лионеля Фейнингера. С середины 1920-х художник уделяет всё больше внимания техническим деталям, изображению различных аппаратов и механизмов, выполненных с добавлением различных сюрреалистических элементов (так называемые «картины мечты», нем. Traumbilder). С началом 1930-х в его творчестве всё больше места занимают производственные помещения, цеха и инженерные сооружения, железные дороги и мосты. Работы Карла Гроссберга заслуженно принесли ему славу выдающегося художника промышленной эпохи.
С началом Второй мировой войны Карл Гроссберг был призван офицером в вермахт и отправлен в Польшу, а затем во Францию. В лесу в районе Компьена автомобиль, в котором ехал художник, потерпел аварию, и от полученных ранений Гроссберг позднее скончался.

## Галерея

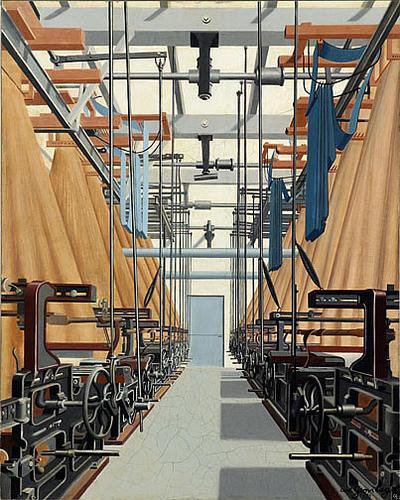
Текстильный цех, 1934
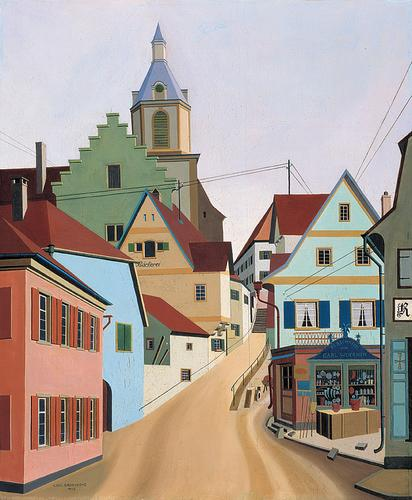
Креглинген, 1926
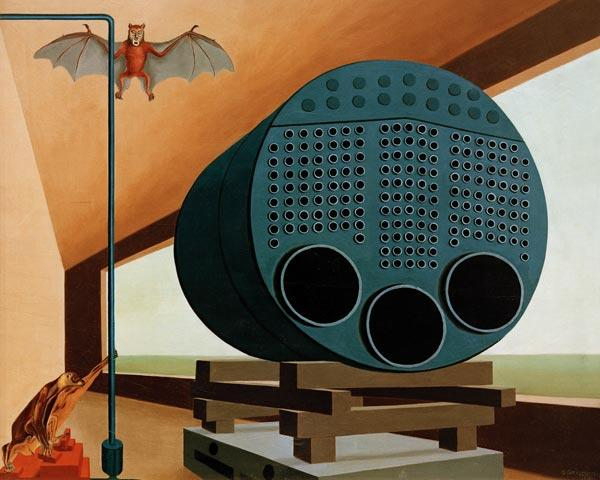
Паровой котёл с летучей мышью, 1928
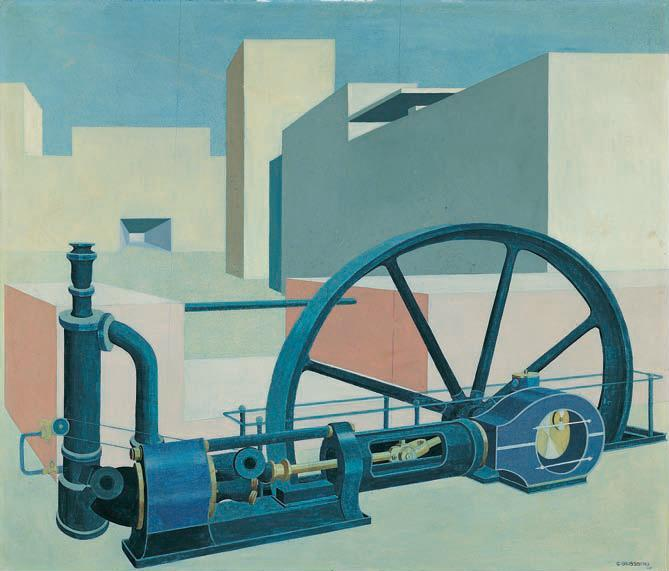
Композиция с турбиной, 1929
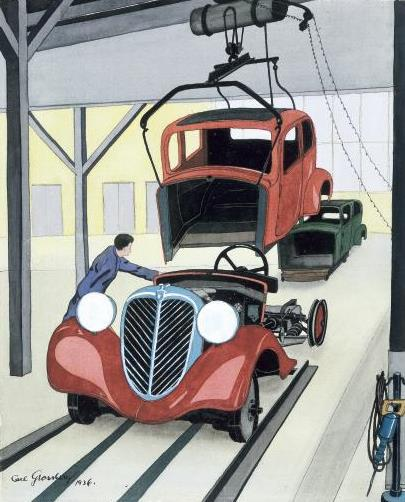
Автомобильное производство, 1936
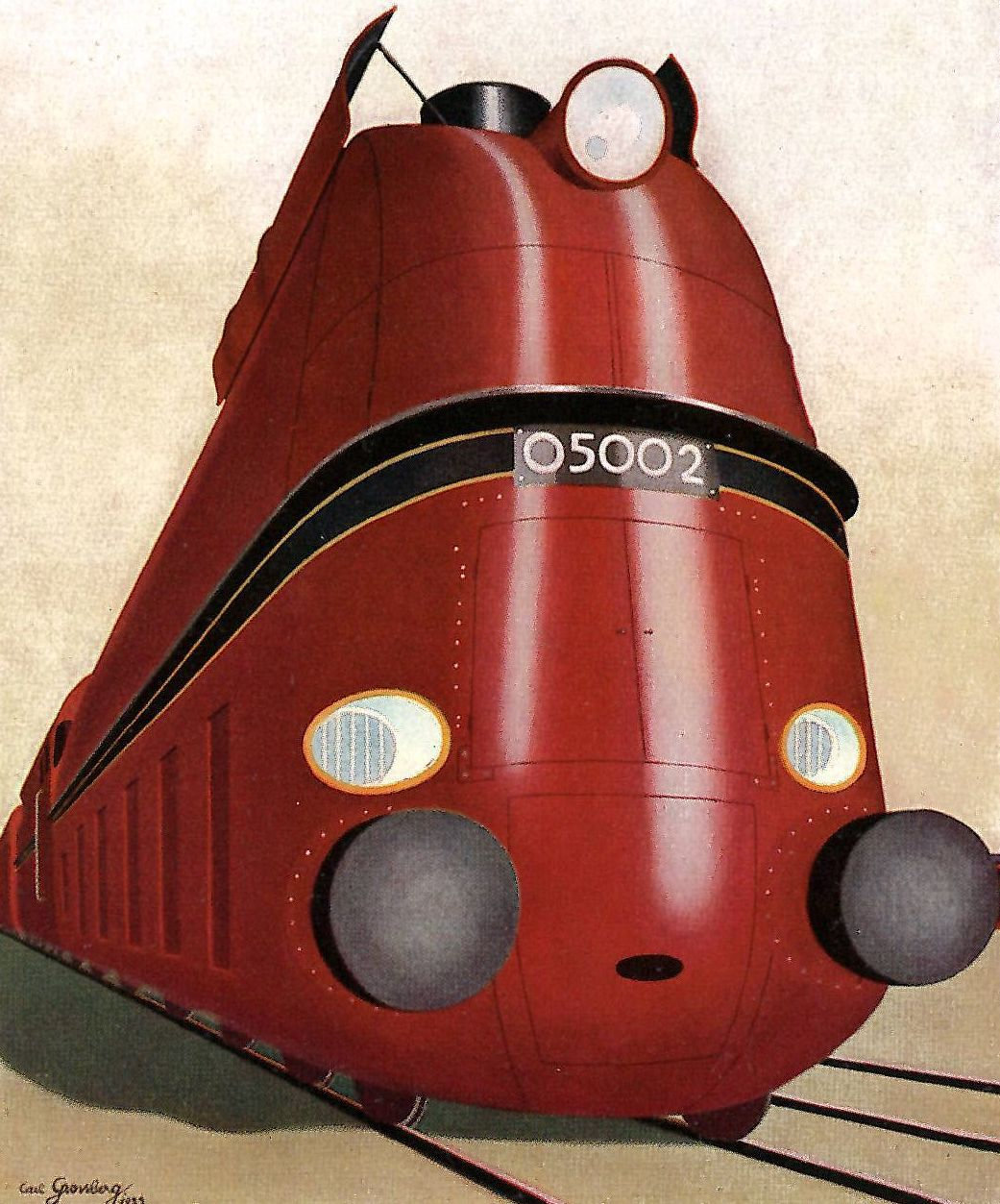
Электро-локомотив, 1935
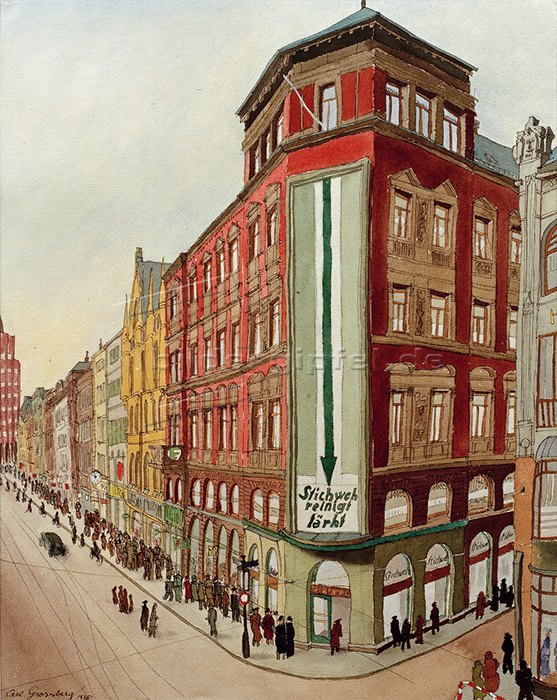
Вид на Каналштрассе, Ганновер, 1935
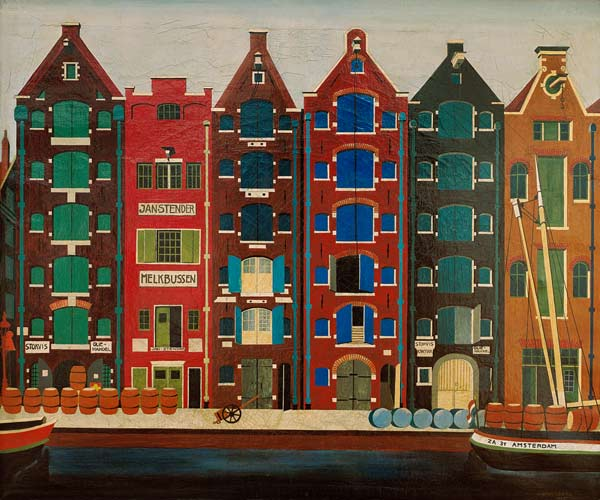
Грахты Амстердама, 1925.
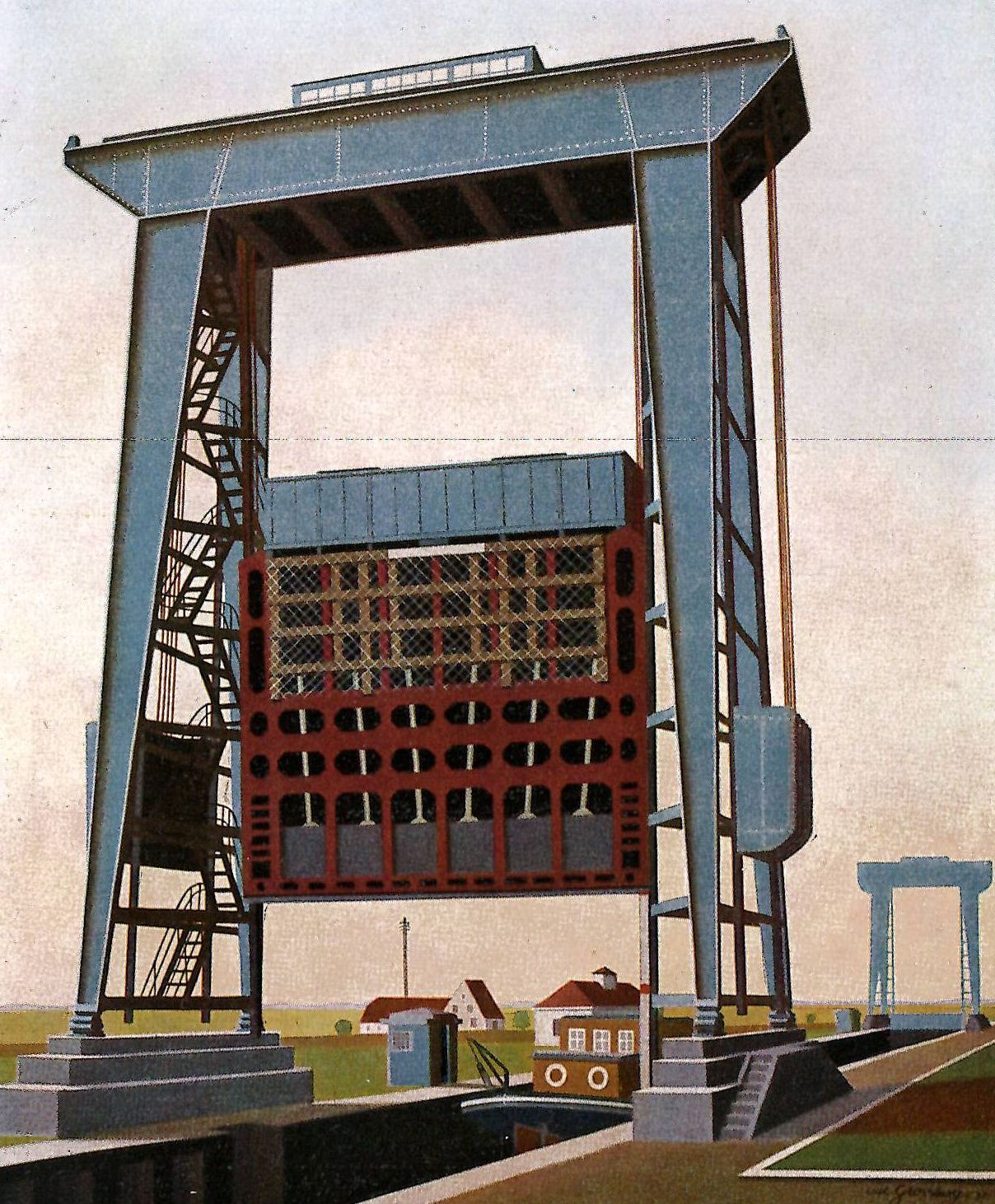
Шлюз на канале Рейн-Липпе
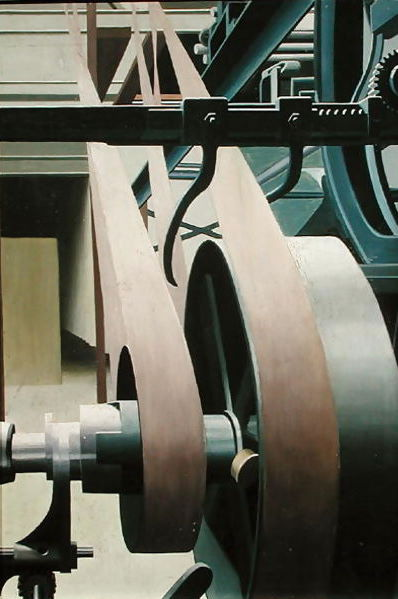
Вальцовка стального листа, 1933